# Kim Il (brottare)
Kim Il, född den 25 juli 1971, är en nordkoreansk brottare som tog OS-guld i lätt flugviktsbrottning i fristilsklassen 1992 i Barcelona och därefter OS-guld i samma viktklass 1996 i Atlanta.